# Kabinett Erim I
Das Kabinett Erim I war die 33. Regierung der Türkei, die vom 26. März 1971  bis zum 11. Dezember 1971 durch Ministerpräsident Nihat Erim geleitet wurde.
Bei der Wahl zur Nationalversammlung in der Türkei 1969 gewann die regierende Adalet Partisi (AP) und stellte die Regierung. Schon am 11. Februar 1970 zerbrach diese allerdings, nachdem Demirel mit der Verabschiedung des Haushalts gescheitert war. Demirel trat zurück, konnte für die neue Regierung und den Haushalt allerdings noch einmal eine Mehrheit organisieren. In den folgenden Monaten kam es jedoch zu wirtschaftspolitischen Verwerfungen und in der Folge zu heftigen Auseinandersetzungen zwischen links- und rechtsradikalen Kräften und zu brutalen Übergriffen. Nachdem die Regierung die Mehrheit im Parlament verloren hatte und die öffentliche Ordnung und Sicherheit im Land nicht wiederherstellen konnte, verkündete der Generalstabschef am 12. März 1971 ein Memorandum, in dem das Parlament aufgefordert wurde, eine starke und unabhängige Regierung zu organisieren, die Anarchie und Gewalt mit demokratischen Mitteln unterbinde und Reformen einleite, sonst würde das Militär die Regierungsgeschäfte übernehmen.  Demirel trat daraufhin unter Protest zurück.
Staatspräsident Cevdat Sunay beauftragte in der Folge den Juristen und ehemaligen CHP-Minister Nihat Erim mit der Regierungsbildung. Um als unabhängig zu gelten, trat Erim aus der CHP aus und berief ein Kabinett aus unabhängigen Experten und Mitgliedern der AP und der CHP. Als der CHP-Parteivorsitzende İsmet İnönü die Lösung unterstützte, trat Oppositionsführer und CHP-Generalsekretär Bülent Ecevit aus Protest zurück.
Erim ernannte mit dem Weltbank-Ökonom Atilla Karaosmanoğlu und dem CHP-Abgeordneten Sadi Koçaş zwei bekannte Reformer zu stellvertretenden Ministerpräsidenten. Doch bestimmt wurde das Kabinett von einer reformunwilligen Mehrheit. Da das Militär im nationalen Sicherheitsrat auf eine Stabilisierung von Ruhe und Ordnung drängte, verhängte das Parlament am 27. April das Kriegsrecht in elf der 67 Provinzen des Landes. In der Folge kam es zu Massenverhaftungen von Gewerkschaftern, Mitglieder der sozialistischen Türkischen Arbeiterpartei (TIP) und Intellektuellen. Das Verfassungsgericht verbot die TIP und die proislamische Millî Nizam Partisi von Necmettin Erbakan. Streiks wurden untersagt und die Pressefreiheit eingeschränkt.
Als Erim Anfang Dezember mit Mesut Erez einen Vertrauten von Demirel zum stellvertretenden Ministerpräsidenten ernannte, traten die Reformer zurück und die Regierung zerbrach.

## Minister
| Titel                                          | Name                                          | Partei                               | Amtszeit |
| ---------------------------------------------- | --------------------------------------------- | ------------------------------------ | --- |
| Ministerpräsident                              | Nihat Erim                                    | unabhängig                           | |
| Stellvertretender Ministerpräsident            |                                               |                                      | |
| Sadi Koçaş                                     | CHP                                           |                                      | |
| Atilla Karaosmanoğlu                           | unabhängig                                    | 26. März 1971 – 3. Dezember 1971     | |
| Mesut Erez                                     | unabhängig                                    | 3. Dezember 1971 – 11. Dezember 1971 | |
| Staatsminister                                 |                                               |                                      | |
| Mehmet Özgüneş                                 | unabhängig                                    |                                      | |
| Doğan Kitaplı                                  | AP                                            | 26. März 1971 – 13. Oktober 1971     | |
| Justizminister                                 | İsmail Arar                                   | CHP                                  | |
| Verteidigungsminister                          | Ferit Melen                                   | CGP                                  | |
| Innenminister                                  | Hamdi Ömeroğlu                                | unabhängig                           | |
| Außenminister                                  | Osman Olcay                                   | unabhängig                           | |
| Finanzminister                                 | Sait Naci Elgin                               | unabhängig                           | |
| Bildungsminister                               | Şinasi Orel                                   | unabhängig                           | |
| Minister für öffentliche Arbeiten              | Cavit Karakaş Mukadder Öztekin                | AP CHP                               | 26. März 1971 – 10. November 1971 10. November 1971 – 11. Dezember 1971                                      |
| Minister für Bau und Siedlungswesen            | Selahattin Babüroğlu                          | unabhängig                           | |
| Minister für Gesundheit und soziale Sicherheit | Türkan Akyol                                  | unabhängig                           | |
| Landwirtschaftsminister                        | Orhan Dikmen                                  | unabhängig                           | |
| Minister für dörfliche Angelegenheiten         | Cevdet Aykan                                  | unabhängig                           | |
| Forstminister                                  | Selahattin İnal                               | unabhängig                           | |
| Minister für Transport                         | Haluk Arık Selahattin Babüroğlu Cahit Karakaş | unabhängig unabhängig CHP            | 26. März 1971 – 29. September 1971 13. Oktober 1971 – 27. Oktober 1971 10. November 1971 – 11. Dezember 1971 |
| Arbeitsminister                                | Atilla Sav                                    | unabhängig                           | |
| Handelsminister                                | Özer Derbil                                   | unabhängig                           | |
| Minister für Industrie und Technologie         | Ayhan Çilingiroğlu                            | unabhängig                           | |
| Minister für Zölle und Monopole                | Haydar Özalp                                  | AP                                   | |
| Tourismusminister                              | Erol Yılmaz Akçal                             | AP                                   | |
| Kulturminister                                 | Talat Halman                                  | unabhängig                           | |
| Minister für Energie und natürliche Ressourcen | İhsan Topaloğlu Atilla Sav Nezih Devres       | CHP                                  | 26. März 1970 – 29. September 1971 13. Oktober 1971 – 27. Oktober 1971 10. November 1971 – 11. Dezember 1971 |
| Minister für Jugend und Sport                  | Sezai Ergun                                   | AP                                   | |